# Heinrich Oidtmann II

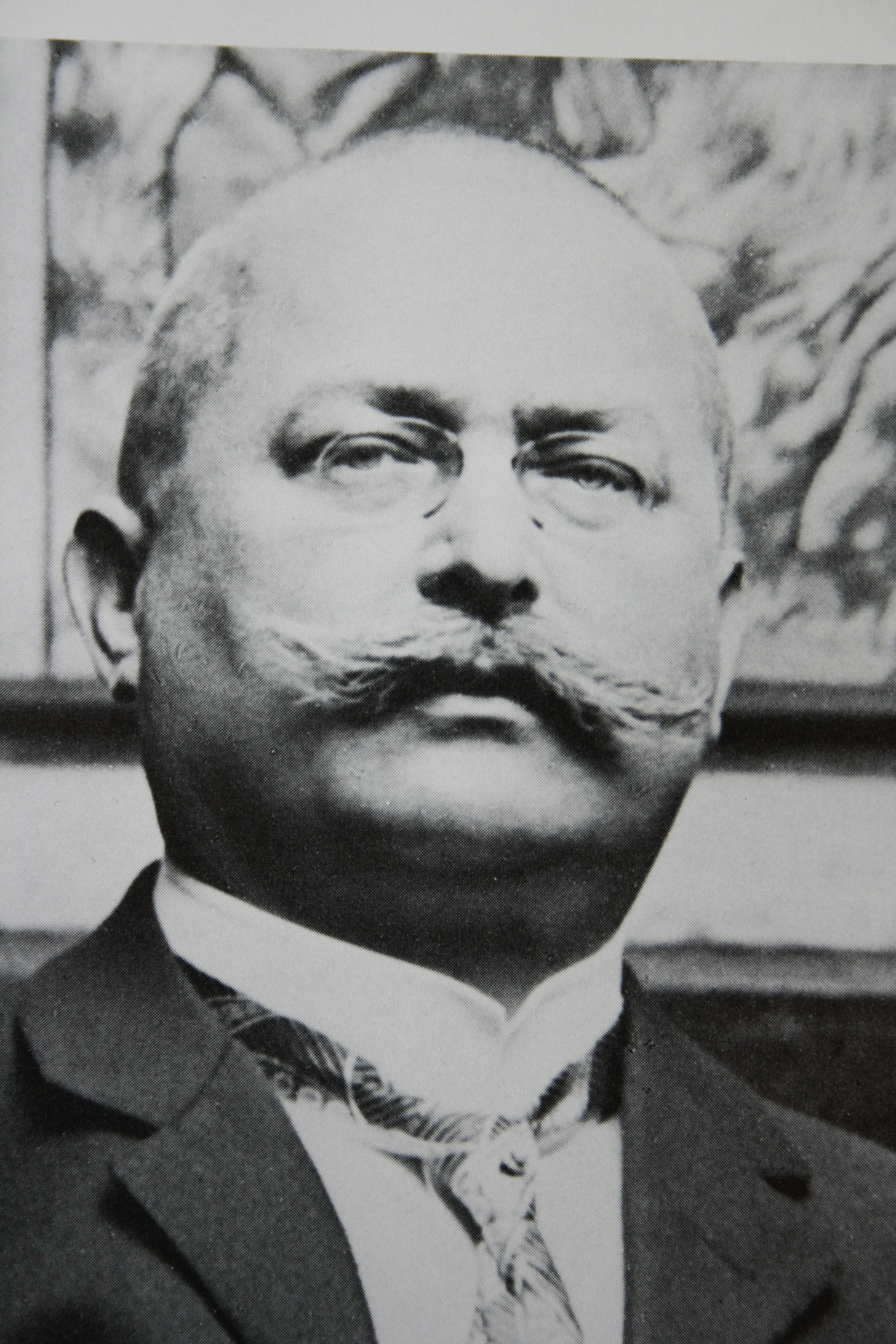
Heinrich Oidtmann II

Heinrich Oidtmann II (* 19. November 1861 in Linnich; † 23. März 1912 ebenda) war Arzt, Autor und Unternehmer. Er leitete die von seinem Vater Heinrich Oidtmann gegründete Glasmalerei Oidtmann, die bis heute als Familienunternehmen existiert.

## Leben
Wie sein Vater studierte Heinrich Oidtmann Medizin in Bonn. Er wurde Mitglied des Corps Teutonia Bonn und des Corps Rhenania Bonn. Nach dem Studium übte er den Arztberuf in Aachen aus. Noch vor dem Tod seines Vaters (1890) trat er als Geschäftsführer in die Firma ein. Seine besondere Leistung liegt im Verfassen von Standardwerken und Aufsätzen zur Glasmalerei.
Da Heinrich Oidtmann schon früh starb, konnte er viele seiner Buchprojekte nicht vollenden.
Das Unternehmen führte sein Sohn Heinrich Oidtmann III weiter.
Heinrich Oidtmann war ein Urenkel von Johann Joseph Gottfried Opfergelt (1770–1842).

## Werke (Auswahl)

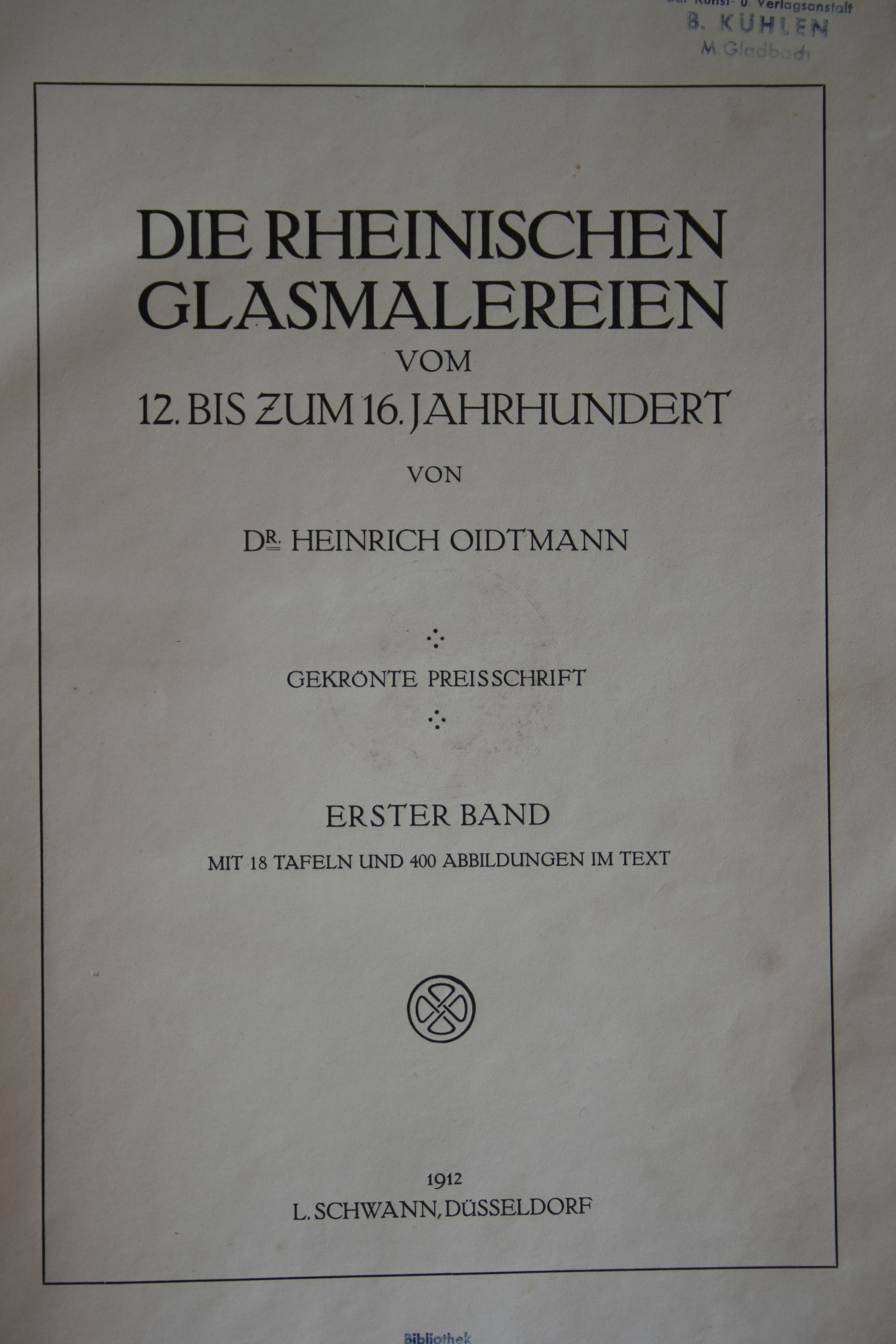
Titelblatt des Buches: Die rheinischen Glasmalereien..., Band 1

- Die Glasmalerei. Allgemeinverständlich dargestellt. Bachem-Verlag, Köln 1893 bis 1898
- Geschichte der schweizerischen Glasmalerei. Leipzig 1905
- Die Glasmalerei im alten Frankenland. Leipzig 1907
- Die rheinischen Glasmalereien vom 12. zum 16. Jahrhundert. Bd. 1, Schwann Verlag, Düsseldorf 1912
- Beiträge zur Glasmalerei für Herders Conversations-Lexikon (Freiburg i.Br. 1906) und Meyers Konversations-Lexikon (Leipzig 1906)